# Patrick McCabe
Patrick Joseph McCabe, auch Pat McCabe (* 27. März 1955 in Clones, Grafschaft Monaghan) ist ein irischer Schriftsteller.

## Leben
Bis 2006 hatte McCabe acht Romane, einen Erzählungsband, ein Drama und ein Kinderbuch veröffentlicht. Bekannt wurde er vor allem durch seinen auch international beachteten Roman Der Schlächterbursche (engl. The Butcher Boy) aus dem Jahr 1992, der von Neil Jordan verfilmt wurde. Das Buch, ein Gegenentwurf gegen die gängigen romantischen Schilderungen des irischen Landlebens, beschreibt die Entwicklung des Teenagers Francie Brady in einer irischen Kleinstadt vom zerrütteten Elternhaus über die (einzig gefundene) Anstellung im Schlachthaus bis zum völligen Realitätsverlust samt gewalttätiger Auseinandersetzung. Als verstörend empfanden viele Leser wohl die konsequente Sichtweise aus Francies eigener Perspektive sowie das Bild der „ganz normalen“ Kleinstadtwelt in Francies Augen. Das Buch wurde in die engere Wahl für den Booker Prize 1992 gezogen.
Einige seiner anderen Romane wurden ebenfalls ins Deutsche übersetzt. Als einziger irischer Autor kam McCabe mit Winterwood in die Shortlist für den International IMPAC Dublin Literary Award 2008.
In der Kino-Krimikomödie Kopfgeld – Perrier’s Bounty aus dem Jahr 2009 übernahm er eine Cameo-Nebenrolle.

## Werke (Auswahl)
- The Adventures of Shay Mouse. (Kinderbuch, 1985)
- Music on Clinton Street. (Roman, 1986)
- Carn. (Roman, 1989, dt. Stadt an der Grenze, Rotbuch Verlag, Hamburg 1997, ISBN 978-3-88022-486-5)
- The Butcher Boy. (Roman, 1992)
  - deutsch von Hans-Christian Oeser: Der Schlächterbursche. Rotbuch Verlag, Hamburg 1995, ISBN 978-3-88022-813-9. Die Übersetzung wurde 1997 in Thessaloniki mit dem Prix Aristeion ausgezeichnet.
- Frank Pig Says Hello. (Drama nach The Butcher Boy. Uraufführung 1992, Veröffentlichung 1998)
- The Dead School. (Roman, 1995, dt. Von Hochzeit, Tod und Leben des Schulmeisters Raphael Bell, Rotbuch, Berlin 1996)
- Breakfast on Pluto. (Roman, 1998, dt. Breakfast on Pluto)
- Mondo Desperado. (Erzählungszyklus, 1999, dt. Phildy Hackballs Universum, Frankfurt am Main, Eichborn 2001)
- Emerald Germs of Ireland. (Roman, 2001, dt. Die schwarze Pfanne, Frankfurt am Main, Eichborn 2003)
- Call Me the Breeze. (Roman, 2003)
- Winterwood. (Roman, 2006, dt. Winterwald, Berlin Verlag, Berlin 2008)
- The Holy City. (2009, dt. Die Heilige Stadt, Berlin Verlag, Berlin 2012)
- The stray sod country. (2010)
- Hello Mr Bones / Goodby Mr Rat. (2013)
- The Big Yaroo (2019)

## Verfilmungen
- 1997 – Butcher Boy – Der Schlächterbursche (The Butcher Boy) – Regie: Neil Jordan
- 2005 – Breakfast on Pluto – Regie: Neil Jordan

## Filmografie
- 1990: Diary of a Madman
- 1996: Beam Me Up, Scotty!
- 1997: Der Schlächterbursche (The Butcher Boy)
- 1998: Life on Mars
- 2005: Breakfast on Pluto
- 2009: Kopfgeld – Perrier’s Bounty (Perrier’s Bounty)
- 2013: Flat Lake
- 2020: Redemption of a Rogue